# Delirious New York
Delirious New York è un saggio di teoria dell'architettura scritto da Rem Koolhaas e pubblicato la prima volta nel 1978. Negli anni è diventato un vero e proprio best seller, con molte riedizioni in tutti i paesi del mondo.
Nel libro, ripercorrendo la storia urbanistica di New York, Koolhaas cerca di spiegare il motivo per il quale una città quasi per nulla pianificata abbia dato forma alla nostra contemporaneità in un modo in cui non sono riusciti a fare gli architetti del Movimento Moderno con le loro utopie metropolitane.